# Nyandeni
Nyandeni – gmina w Republice Południowej Afryki, w Prowincji Przylądkowej Wschodniej, w dystrykcie O.R. Tambo. Siedzibą administracyjną gminy jest Libode.